# Ming Smith
Pour les articles homonymes, voir Smith.
Ming Smith, née en 1950 à Détroit, est une photographe afro-américaine. 
En 1975, elle est la première femme photographe africaine-américaine dont le travail a été acquis par le Museum of Modern Art de New York.

## Biographie
Originaire du Michigan, Ming Smith grandit à Columbus, dans l'Ohio. Diplômée de l'Université Howard, elle déménage à New York où elle travaille comme mannequin.
Pendant son séjour à New York, elle rencontre le photographe Anthony Barboza, qui l'initie à la photographie. 
Son mariage avec le saxophoniste et clarinettiste de jazz américain David Murray l'a conduit sur les routes du monde. 
Quelques-unes de ses premières images sont réalisées à Paris, Mexico et Dakar.

## Carrière professionnelle

### Approche artistique
L'approche photographique de Ming Smith inclut des techniques à huis clos telles que les variations de la mise au point, des techniques de chambre noire comme la double exposition, des techniques de collage et de la peinture sur impressions. Son travail est moins engagé avec la documentation des événements qu'avec l'expression de l'expérience. Les œuvres de l'artiste sont décrites comme surréaliste et éthérée. L'accent est plutôt mis sur la création d'effets atmosphériques semi-abstraits, d'humeur méditative et transcendantale,. 
L'artiste aime concevoir des images compliquées et élaborées dans les processus de développement et de post-impression, de sorte que plusieurs de ses images portent des dates doubles. Elle expérimente la teinture à la main dans My Father’s Tears, San Miguel de Allende, Mexico (1977/1979). Dès le début, elle orne ses impressions avec des applications de peinture à l'huile. En 2002, une série marquant les funérailles du musicien américain Lionel Hampton à l'église Riverside de Morningside Heights est recouvert d'une peinture de roses rouges à feuilles vertes.

### Réalisations
Ming Smith immortalise de nombreuses personnalités culturelles afro-américaines au cours de sa carrière, y compris James Baldwin, Alvin Ailey, Nina Simone et un large éventail de musiciens de jazz. Ces images ne jouent cependant qu'un rôle oblique dans un spectacle qui est, en fait, un long autoportrait de l'artiste assemblé à partir de plus de trois décennies de travail. En 1973, elle présente dans le premier volume du Black Photographers Annual, une publication étroitement liée au Black Arts Movement, parcourant la fin des années 1960 au début des années 1970. Deux ans plus tard, la photographe devient le premier membre féminin du collectif de photographes Kamoinge basé à Harlem, sous la direction du photographe américain Roy DeCarava,.   
Peu de temps après, elle devient la première photographe Africaine-Américaine dont le travail intègre les collections du Metropolitan Museum of Modern Art (MOMA) à New York. Le travail de Ming Smith est également présent au Centre de recherche sur la culture noire de Schomburg et au Smithsonian Anacostia Museum & Centre for African American History and Culture à Washington.   
L'artiste expose au Bellvue Hospital Centre à Morristown, dans le cadre du projet Arts in the Atrium. En 2008, elle contribue à l'exposition New York City : In Focus, dans le cadre de Creative Destinations 2008 Exhibition of African American Art.   
En 2004, ses photographies sont publiées dans The Sweet Breath of Life : A Poetic Narrative of the African-American Family and Life, ouvrage de Ntozake Shange.   
En 2010, Ming Smith participe à l'exposition Pictures by Women : A History of Modern Photography installée au Metropolitan Museum of Modern Art. 
En 2017, une grande rétrospective des œuvres de la photographe prend place à la Steven Kasher Gallery de New York. L'exposition présente 75 tirages en noir et blanc retraçant les temps forts de sa carrière entre 1977 et 2010,,.

## Publications
- Contemporary Afro-American photography, Allen Memorial Art Museum, Oberlin College, 32p, 1983,  (ISBN 0942946030)
- Black New York Photographers of the 20th century, Selections from the Schomberg Center collections, 76p, 1999,  (ISBN 0871044463)
- (en) Deborah Willis, Reflections in Black : A history of Black photographers, 1840 to the present, New York, W. W. Norton, 2000 (ISBN 0-393-04880-2, lire en ligne).
- The Sweet Breath of Life : A Poetic Narrative of the African-American Family and Life de Ntozake Shange, photographies du Kamoinge Workshop, Frank Stewart, Atria Books, 192p, 2010,  (ISBN 0743478983)

## Expositions
Parmi une liste non exhaustive :

### Expositions solo
- Ming Smith, Eric Turner Salon, New York, 1982
- Ming Smith : in a Minor Key, Crawford and Sloan Gallery, New York City, 1993
- Ming's Room, Porter Troupe Gallery, San Diego, CA, 2001
- Ming's Room, Deborah Willis, curatrice de l'exposition, Rush Arts Gallery, New York, 2003
- Celebration Life : Photography as Fine Art, Pounder-Kone Art Space, Atwater Village, CA, 2007
- Ming : Photographs : 1977-2008, June Kelly Gallery, New York, 2010
- Ming Smith, Steven Kasher Gallery, New York, 2017

### Expositions collectives
- Exposure : Work by Ten Photographers, Creative Artists Public Service Program, New York City, 1976
- Self-Portrait, Studio Museum of Harlem, New York, Springfield Museum of Fine Arts, MA, 1980
- Artists Who Do Other Art Forms, Just Above Midtown Gallery, New York City, 1981
- Contemporary Afro-American Photography, Allen Memorial Art Museum, Oberlin College, OH, 6 octobre - 27 novembre 1983
- 14 Photographers, Schomburg Center for Research in Black Culture, New York, 1984
- Ming Smith, Anthony Barboza, Adger W Cowans, Robert Hale and Deborah Willis, Cathedral of Saint John the Divine, New York, 1989
- Black New York Photographers of the Twentieth Century, Selections from the Schomburg Center Collections, Schomburg Center for Research in Black Culture, New York, 1999
- Reflections In Black : A History of Black Photographers 1840 to the Present, organisée par l'Anacostia Museum and Center for African American Identity and Culture, Smithsonian Institution, Washington, DC, exposition nomade, 2000
- Life of the City, An Exhibition in Answer to 2001, Museum of Modem Art, New York, 2001
- In the Spirit of Jazz, Ming Smith : 30 Year Retrospective, Concourse Gallery, Upper Arlington, OH, 2001
- In the Spirit : Invisible Woman, African American Museum in Philadelphia, PA, 2003
- Kamoinge Inc : Black Music from Bebop to Hip Hop, curateurs Danny Simmons et Mark Blackshear, Brooklyn Academy of Music, 11 au 31 janvier 2006
- BLACK and White on Black, Photographic Gallery, New York Contemporary Afro-American Photography, Hilliard University Art Museum, Lafayette, Louisiana, 2007
- New York City : In Focus, Bellevue Hospital Center Atrium, New York 16th Annual Exhibition, Creative Destinations 2008 Exhibition of African American Art, Art in the Atrium, Morristown, NJ, 2008
- Sound, Print, Record : African American, curatrice Julie McGee, Mechanical Hall, University of Delaware, Newark, DE, 2009
- Kamoinge Photographers Group Show : In the Moment, HP Gallery, Calumet Photo, New York, 2010
- Pictures by Women : A History of Modern Photography, Metropolitan Museum of Modern Art, New York, 7 mai 2010 - 18 avril 2011
- An Eye for Jazz : Works by Hugh Bell, Jill Freedman, Ming Smith, Ken Van Sickle, curatrice Yulia Tikhonova, Tikhonova & Winter Fine Art, New York, NY, 20147